# Бирни, Джеймс
Джеймс Гиллеспи Бирни (англ. James Gillespie Birney; 4 февраля 1792 — 18 ноября 1857) — известный американский аболиционист, политик и юрист. Он родился в семье богатых рабовладельцев; его отец считал, что человек имеет право владеть рабами, если относится к ним гуманно, но постепенно перешёл к аболиционистским взглядам и начал издавать еженедельник «The Philanthropist», продвигавший его взгляды. Бирни дважды был кандидатом в президенты от антирабовладельческой Партии свободы.

## Биография
Бирни родился в Дэнвилле в Кентукки и продолжил юридическую карьеру там же после окончания Колледжа Нью-Джерси (сейчас — Принстонский университет) и обучения у Александра Далласа. Он добровольно участвовал в кампаниях Генри Клея и стал масоном. В 1816 году он выиграл выборы в Палату представителей Кентукки как член Демократическо-республиканской партии, в 1818 году основал хлопковую плантацию в округе Мадисон в Алабаме и в следующем году выиграл выборы в Палату представителей Алабамы. В конце концов Бирни продал плантацию и основал юридическую практику в Хантсвилле, став одним из самых успешных юристов в регионе.
В 1820-х годах Бирни все больше беспокоила проблема рабства. Он стал членом Американского колонизационного общества, которое выступало за миграцию афроамериканцев на африканский континент. После работы на различных должностях в организации Бирни начал призывать к немедленной отмене рабства. В 1835 году он переехал в Цинциннати, где в следующем году основал «The Philanthropist». Он стал членом Американского общества борьбы с рабством, но покинул его из-за неприязни к позитивному отношению одного из ведущих членом общества Уильяма Ллойда Гаррисона к женскому избирательному праву.
Общество борьбы с рабством раскололось из-за противоречий между сторонниками морального убеждения людей в неправильности рабства под руководством Гаррисона и членов, ориентированных на участии в избирательной политике, создавших Партию свободы. Бирни стал кандидатом от партии на выборах 1840 года получил 0,3 % голосов избирателей. Он снова принял номинацию от партии в 1844 году и получил 2,3% голосов избирателей, заняв третье место после Джеймса Полка и Генри Клея. В 1841 году Бирни переехал в Мичиган и помог основать город Бэй-Сити в Мичигане. Его карьера оборвалась из-за травмы, которая сделала его инвалидом в 1845 году. В 1857 году он умер.